# Miks Indrašis
Miks Indrašis, född 30 september 1990 i Riga, är en lettisk professionell ishockeyspelare som spelar för Brynäs IF i SHL. Indrašis har representerat Lettlands ishockeylandslag i tre VM och i ett OS.

## Klubbar
- HK Liepājas Metalurgs 2005–2007, 2011–2012
- SK LSPA/Riga 2007–2009
- HK Riga 2000 2009
- HK Rīga 2009–2011, 2012
- Dinamo Riga 2012–2023
- Brynäs IF 2023-